# John Kucera
John Kucera (ur. 17 września 1984 w Calgary) – kanadyjski narciarz alpejski, mistrz świata.

## Kariera
Po raz pierwszy na arenie międzynarodowej pojawił się 17 grudnia 1999 roku w Panoramie, gdzie w zawodach FIS Race zajął 44. miejsce w gigancie. W 2003 roku wystartował na mistrzostwach świata juniorów w Briançonnais, gdzie jego najlepszym wynikiem było dziesiąte miejsce w supergigancie.
W zawodach Pucharu Świata zadebiutował 27 listopada 2004 roku w Lake Louise, zajmując 36. miejsce w zjeździe. Pierwsze pucharowe punkty wywalczył 14 stycznia 2005 roku w Wengen, zajmując 12. miejsce w kombinacji. Na podium zawodów tego cyklu po raz pierwszy stanął 26 listopada 2006 roku w Lake Louise, wygrywając supergiganta. W zawodach tych wyprzedził Austriaka Mario Scheibera i Patrika Järbyna ze Szwecji. Jeszcze dwa razy stawał na podium: 15 grudnia 2006 roku w Val Gardena był trzeci w supergigancie, a 30 listopada 2008 roku w Lake Louise był drugi w tej samej konkurencji. Najlepsze wyniki osiągnął w sezonie 2007/2008, kiedy zajął trzynaste w klasyfikacji generalnej. Ponadto w sezonie 2006/2007 był trzeci w klasyfikacji supergiganta.
Na mistrzostwach świata w Val d’Isère w 2009 roku zdobył złoty medal w zjeździe. Wyprzedził tam dwóch Szwajcarów: Didiera Cuche i Carlo Jankę. Na tych samych mistrzostwach był też szósty w supergigancie. W 2006 roku wystartował na igrzyskach olimpijskich w Turynie, zajmując siódme miejsce w kombinacji, 22. miejsce w supergigancie i 27. miejsce w zjeździe.
W kwietniu 2014 roku zakończył karierę z powodu powtarzających się kontuzji.

## Osiągnięcia

### Igrzyska olimpijskie
| Miejsce | Dzień     | Rok  | Miejscowość | Konkurencja | Czas biegu | Strata | Zwycięzca           |
| ------- | --------- | ---- | ----------- | ----------- | ---------- | ------ | ------------------- |
| 27.     | 12 lutego | 2006 | Turyn       | Zjazd       | 1:48,80    | +2,75  | Antoine Dénériaz    |
| 17.     | 14 lutego | 2006 | Turyn       | Kombinacja  | 3:09,45    | +3,91  | Ted Ligety          |
| 22.     | 18 lutego | 2006 | Turyn       | Supergigant | 1:30,65    | +1,45  | Kjetil André Aamodt |

### Mistrzostwa świata
| Miejsce | Dzień       | Rok  | Miejscowość | Konkurencja     | Czas biegu | Strata | Zwycięzca          |
| ------- | ----------- | ---- | ----------- | --------------- | ---------- | ------ | ------------------ |
| 25.     | 29 stycznia | 2005 | Bormio      | Supergigant     | 1:27,55    | +2,67  | Bode Miller        |
| 9.      | 3 lutego    | 2005 | Bormio      | Kombinacja      | 3:19,10    | +3,63  | Benjamin Raich     |
| 16.     | 5 lutego    | 2005 | Bormio      | Zjazd           | 1:56,22    | +1,68  | Bode Miller        |
| 30.     | 6 lutego    | 2007 | Åre         | Supergigant     | 1:14,30    | +1,61  | Patrick Staudacher |
| 32.     | 8 lutego    | 2007 | Åre         | Superkombinacja | 2:28,99    | +9,54  | Daniel Albrecht    |
| 31.     | 11 lutego   | 2007 | Åre         | Zjazd           | 1:44,68    | +3,04  | Aksel Lund Svindal |
| 12.     | 14 lutego   | 2007 | Åre         | Gigant          | 2:19,64    | +1,77  | Aksel Lund Svindal |
| 6.      | 4 lutego    | 2009 | Val d’Isère | Supergigant     | 1:19,41    | +1,66  | Didier Cuche       |
| 1.      | 7 lutego    | 2009 | Val d’Isère | Zjazd           | 2:07,01    | -      | -                  |
| DNS2    | 9 lutego    | 2009 | Val d’Isère | Superkombinacja | 2:23,00    | -      | Aksel Lund Svindal |
| DNQ2    | 13 lutego   | 2009 | Val d’Isère | Gigant          | 2:18,82    | -      | Carlo Janka        |

### Mistrzostwa świata juniorów
| Miejsce | Dzień     | Rok  | Miejscowość  | Konkurencja | Czas biegu | Strata | Zwycięzca                      |
| ------- | --------- | ---- | ------------ | ----------- | ---------- | ------ | ------------------------------ |
| 10.     | 5 marca   | 2003 | Briançonnais | Supergigant | 1:17,10    | +0,99  | François Bourque               |
| DNF2    | 7 marca   | 2003 | Briançonnais | Gigant      | 2:02,72    | -      | Daniel Albrecht Mario Scheiber |
| 12.     | 10 lutego | 2004 | Maribor      | Zjazd       | 1:09,61    | +0,90  | Romed Baumann                  |
| 20.     | 12 lutego | 2004 | Maribor      | Supergigant | 1:17,49    | +2,29  | Hans Olsson                    |
| DNF1    | 13 lutego | 2004 | Maribor      | Gigant      | 2:17,40    | -      | Jeffrey Harrison               |
| 15.     | 14 lutego | 2004 | Maribor      | Slalom      | 1:33,33    | +3,25  | Raphael Fässler                |

### Puchar Świata

#### Miejsca w klasyfikacji generalnej
- sezon 2004/2005: 100.
- sezon 2005/2006: 81.
- sezon 2006/2007: 23.
- sezon 2007/2008: 13.
- sezon 2008/2009: 24.
- sezon 2009/2010: 99.
- sezon 2012/2013: 113.

#### Miejsca na podium w zawodach
1. Lake Louise – 26 listopada 2006 (supergigant) – 1. miejsce
2. Gardena – 15 grudnia 2006 (supergigant) – 3. miejsce
3. Lake Louise – 30 listopada 2008 (supergigant) – 2. miejsce